# 막센 전투
막센 전투(1759년 11월 21일)은 7년 전쟁의 전투 중 하나로, 작센 선제후국의 막센에서 34,000명의 오스트리아군이 14,000명의 프로이센군에 대승을 거둔 전투이다.
프리드리히 대왕의 유능한 장군 중 하나인 프리드리히 아우구스트 폰 핑크(Friedrich August von Finck) 휘하의 14,000명의 프로이센군은 오스트리아군과 보헤미아의 연결을 끊기 위해 오스트리아군의 후방으로 보내졌다. 프리드리히 대왕은 오스트리아의 장군 레오폴트 폰 다운(Leopold von Daun) 원수가 후방의 위협으로 퇴각하길 바라고 있었다. 그러나 다운 원수는 핑크의 부대가 고립된 것을 이용하여 프로이센군을 셋으로 나뉜 오스트리아군 사이로 몰아넣었고, 완벽히 포위해 버렸다. 11월 20일 오스트리아군은 공격을 개시하였고, 핑크는 마그젠에 있는 유리한 지대에서 물러나야 했다. 핑크의 퇴각은 황제군에 의해 저지당했고, 11월 21일 핑크는 전군과 함께 항복해야 했다. 비록 다운 원수는 이 승리를 계속 이어가지 못했으나 오스트리아군의 대승리였음은 틀림없다.

## 참조
- Rickard, J. ,5 November 2000, Battle of Maxen, 20 November 1759, http://www.historyofwar.org/articles/battles_maxen.html